# Famoudou Konaté
Pour les articles homonymes, voir Konaté.

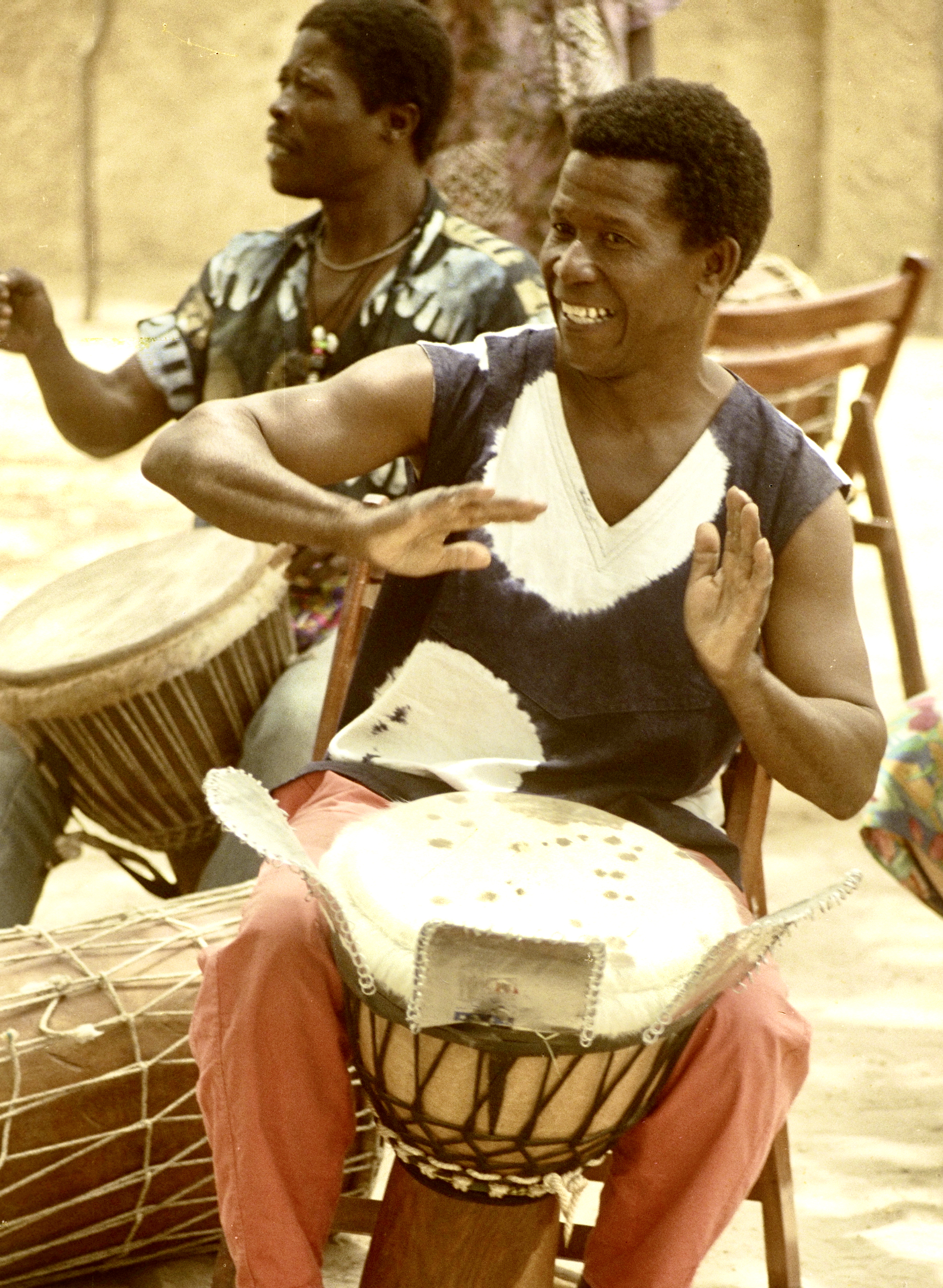
Famoudou Konaté en 1995 en Gambie

Famoudou Konaté, né en 1940 près du village de Sangbarala, dans la région de Kouroussa en Haute-Guinée, est un musicien et écrivain guinéen.

## Biographie

### Enfance, éducation et débuts
Son parcours est très proche de celui de Mamady Keïta. Les Ballets africains le recrute à l'âge de 19 ans.

### Carrière professionnelle
Il parcourt le monde pendant vingt-six ans avec le ballet national de la République de Guinée. En 1987, trois ans après la fin du régime marxiste, il reçoit une invitation en Allemagne de la part de Johannes Beer afin de donner des stages et des concerts.

Ses pairs le considèrent comme l'un des plus grands batteurs de l'ethnie malinké. Il est l'un des rares à connaitre de nombreuses polyrythmies traditionnelles, phrasées et soli qui les accompagnent. Il reste en contact permanent avec le terroir. Malgré ses fréquents séjours en Europe, il demeure en Guinée. Réputé excellent pédagogue, ses stages sont très recherchés. Doué d'un son contrasté et d'un jeu d'une efficacité qui n'a d'égale que sa sobriété, il fait « chanter » son tambour comme s'il s'agissait d'un instrument mélodique.

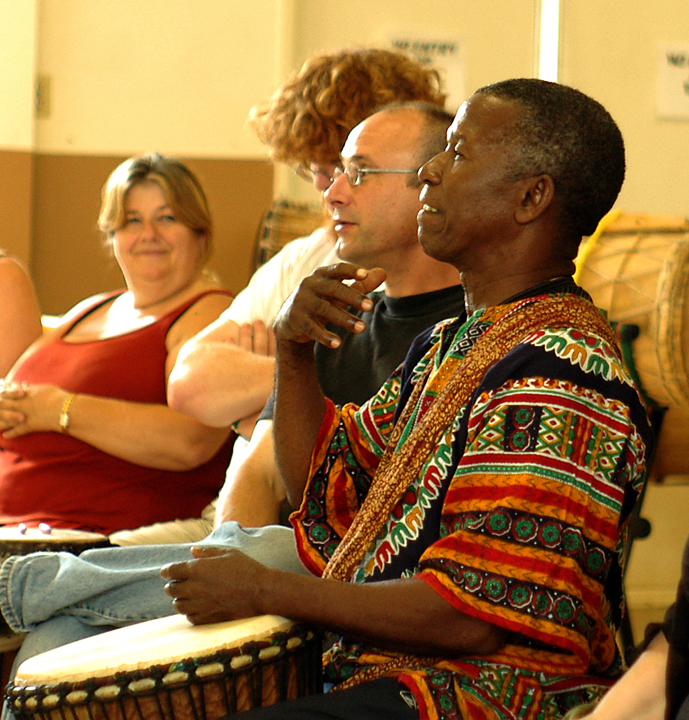
Famoudou Konaté en juillet 2006, lors d'un colloque à Vancouver (Canada).

Il publie ses mémoires en français et en allemand.
Ce livre contient de nombreux détails sur le djembé et ses instruments d’accompagnement, sur son histoire, sur les modes de jeu et les principes de création, sur les rythmes, les chants et les danses et leur signification. Il parle aussi en détail de son enfance en Guinée, de la société de son pays avec ses pratiques culturelles et ses problèmes d’hier et d’aujourd’hui, de ses voyages et d’une vie « entre les cultures » qui a façonné sa vision du monde.

## Discographie
- Malinké - Rythmes, danses et chansons de la Guinée (2009, DVD) [3]
- Hamana namun (2008)[4]
- Hamana Mandenkönö (2004)[5]
- Guinée : Percussions et Chants Malinké – Volume 2 (2003)[6]
- Hamana Föli Kan (2003)[7]
- Guinée : Percussions et Chants Malinké (1998)[8]
- Rhythmen und Lieder aus Guinea (1997)[9]
- Rhythmen der Malinke (1991)[10]
- Live à Stuttgart (1982)[11]